# Гейзер, Вячеслав Иванович
Вячесла́в Ива́нович Ге́йзер (1 марта 1932, Краснодар) — советский футболист, защитник. Мастер спорта СССР (1959).

## Карьера

### Клубная
С 1954 по 1956 год выступал за краснодарский «Нефтяник», в сезоне 1954 года сыграл 20 матчей, в следующем уже 30. В 1957 году перешёл в ростовский СКВО, в составе которого в 1958 году провёл 36 матчей и стал вместе с командой победителем класса «Б», в том сезоне ростовчане одержали победу сначала в зональном турнире, а затем заняли 1-е место и в прошедшем в Тбилиси финале, в котором встретились победители всех зон класса «Б». Следующие 4 сезона провёл в высшей лиге. В 1959 году сыграл 22 матча, а в следующем 28 (один автогол), по итогам обоих сезонов команда занимала 4 место с отставанием от третьего всего в одно очко. В 1961 году провёл 25 матчей, а в последнем своём сезоне в командах мастеров сыграл в 11 встречах команды.

## Достижения
- Победитель класса «Б» чемпионата СССР: 1958

## После карьеры
Работал преподавателем физкультуры в МФТИ. Позже уехал в Германию, в Мёнхенгладбах.